# Eremogone przewalskii
Eremogone przewalskii är en nejlikväxtart som först beskrevs av Carl Maximowicz, och fick sitt nu gällande namn av S. Ikonnikov. Eremogone przewalskii ingår i släktet Eremogone och familjen nejlikväxter. Inga underarter finns listade i Catalogue of Life.